# Rem als Jocs Olímpics d'Estiu del 2000
Als Jocs Olímpics d'Estiu del 2000 celebrats a la ciutat de Sydney (Austràlia) es disputaren 14 proves de rem, 8 en categoria masculina i 6 en categoria femenina. Les proves tingueren lloc entre els dies 17 i 24 de setembre del 2000 al Sydney International Regatta Centre.
Hi participaren un total de 547 remers, entre ells 363 homes i 184 dones, de 51 comitès nacionals diferents

## Resum de medalles

### Categoria masculina
| Prova                                | Or | Argent | Bronze |
| Scull individual Detalls             | Rob Waddell | Xeno Müller | Marcel Hacker |
| Doble Scull Detalls                  | Eslovènia Luka Špik · Iztok Čop | Noruega Olaf Tufte · Fredrik Bekken | Itàlia Giovanni Calabrese · Nicola Sartori |
| Doble Scull lleuger Detalls          | Polònia Tomasz Kucharski · Robert Sycz | Itàlia Elia Luini · Leonardo Pettinari | França Pascal Touron · Thibaud Chapelle |
| Quàdruple Scull Detalls              | Itàlia Agostino Abbagnale · Alessio Sartori · Rossano Galtarossa · Simone Raineri                                                                       | Països Baixos Jochem Verberne · Dirk Lippits · Diederik Simon · Michiel Bartman                                                                        | Alemanya Marco Geisler · Andreas Hajek · Stephan Volkert · Andre Willms                                                                                                 |
| Dos sense timoner Detalls            | França Michel Andrieux · Jean-Christophe Rolland | Estats Units Ted Murphy · Sebastian Bea | Austràlia Matthew Long · James Tomkins |
| Quatre sense timoner Detalls         | Regne Unit James Cracknell · Steve Redgrave · Tim Foster · Matthew Pinsent                                                                              | Itàlia Walter Molea · Riccardo Dei Rossi · Lorenzo Carboncini · Carlo Mornati                                                                          | Austràlia James Stewart · Ben Dodwell · Geoffrey Stewart · Bo Hanson |
| Quatre sense timoner lleuger Detalls | França Laurent Porchier · Jean-Christophe Bette · Yves Hocde · Xavier Dorfmann                                                                          | Austràlia Simon Burgess · Anthony Edwards · Darren Balmforth · Robert Richards                                                                         | Dinamarca Søren Madsen · Thomas Ebert · Eskild Ebbesen · Victor Feddersen                                                                                               |
| Vuit amb timoner Detalls             | Regne Unit Andrew Lindsay · Ben Hunt-Davis · Simon Dennis · Louis Attrill · Luka Grubor · Kieran West · Fred Scarlett · Steve Trapmore · Rowley Douglas | Austràlia Christian Ryan · Alastair Gordon · Nick Porzig · Robert Jahrling · Mike McKay · Stuart Welch · Daniel Burke · Jaime Fernandez · Brett Hayman | Croàcia Igor Francetić · Tihomir Franković · Tomislav Smoljanović · Nikša Skelin · Siniša Skelin · Krešimir Čuljak · Igor Boraska · Branimir Vujević · Silvijo Petriško |

### Categoria femenina
| Prova                       | Or | Argent | Bronze |
| Scull individual Detalls    | Katsiarina Karsten | Rumyana Neykova | Katrin Rutschow |
| Doble Scull Detalls         | Alemanya Jana Thieme · Kathrin Boron | Països Baixos Pieta van Dishoeck · Eeke van Nes | Lituània Birute Sakickiene · Kristina Poplavskaja |
| Doble Scull lleuger Detalls | Romania Constanţa Burcica · Angela Alupei | Alemanya Valerie Viehoff · Claudia Blasberg | Estats Units Christine Collins · Sarah Garner |
| Quàdruple Scull Detalls     | Alemanya Manja Kowalski · Meike Evers · Manuela Lutze · Kerstin Kowalski                                                                                          | Regne Unit Guin Batten · Gillian Lindsay · Katherine Grainger · Miriam Batten                                                                                              | Rússia Oksana Dorodnova · Irina Fedotova · Ioulia Levina · Larisa Merk                                                                                          |
| Dos sense timoner Detalls   | Romania Georgeta Damian · Doina Ignat | Austràlia Rachael Taylor · Kate Slatter | Estats Units Melissa Ryan · Karen Kraft |
| Vuit amb timoner Detalls    | Romania Georgeta Damian · Viorica Susanu · Ioana Olteanu · Veronica Cochela · Maria Dumitrache · Elisabeta Lipă · Liliana Gafencu · Doina Ignat · Elena Georgescu | Països Baixos Anneke Venema · Carin ter Beek · Nelleke Penninx · Pieta van Dishoeck · Eeke van Nes · Tessa Appeldoorn · Marieke Westerhof · Elien Meijer · Martijntje Quik | Canadà Heather McDermid · Heather Davis · Dorota Urbaniak · Theresa Luke · Emma Robinson · Alison Korn · Laryssa Biesenthal · Buffy Alexander · Lesley Thompson |

## Medaller
| Posició | País          | Or | Argent | Bronze | Total |
| 1       | Romania       | 3  | 0      | 0      | 3     |
| 2       | Alemanya      | 2  | 1      | 3      | 6     |
| 3       | Regne Unit    | 2  | 1      | 0      | 3     |
| 4       | França        | 2  | 0      | 1      | 3     |
| 5       | Itàlia        | 1  | 2      | 1      | 4     |
| 6       | Belarús       | 1  | 0      | 0      | 1     |
| 6       | Eslovènia     | 1  | 0      | 0      | 1     |
| 6       | Nova Zelanda  | 1  | 0      | 0      | 1     |
| 6       | Polònia       | 1  | 0      | 0      | 1     |
| 10      | Austràlia     | 0  | 3      | 2      | 5     |
| 11      | Països Baixos | 0  | 3      | 0      | 3     |
| 12      | Estats Units  | 0  | 1      | 2      | 3     |
| 13      | Bulgària      | 0  | 1      | 0      | 1     |
| 13      | Noruega       | 0  | 1      | 0      | 1     |
| 13      | Suïssa        | 0  | 1      | 0      | 1     |
| 16      | Canadà        | 0  | 0      | 1      | 1     |
| 16      | Croàcia       | 0  | 0      | 1      | 1     |
| 16      | Dinamarca     | 0  | 0      | 1      | 1     |
| 16      | Lituània      | 0  | 0      | 1      | 1     |
| 16      | Rússia        | 0  | 0      | 1      | 1     |